# Heminothrus yamasakii
Heminothrus yamasakii är en kvalsterart som beskrevs av Aoki 1958. Heminothrus yamasakii ingår i släktet Heminothrus och familjen Camisiidae. Inga underarter finns listade i Catalogue of Life.